# Бариле
Барѝле (на италиански: Barile, на арбърешки Barilli, Барили, на местен диалект Barìlë, Барилъ) е село и община в Южна Италия, провинция Потенца, регион Базиликата. Разположено е на 664 m надморска височина. Населението на общината е 2872 души (към 2012 г.).
В това село живее албанско общество, наречено арбъреши. Те са се заселили в този район между XV и XVIII век като бежанци от османското владичество. Село Бариле е част от етнографическия район Арберия.